# ناتالی گرگوری
ناتالی گرگوری (انگلیسی: Natalie Gregory؛ زادهٔ natalie lynn gregory
۲۰ اکتبر ۱۹۷۵) یک هنرپیشه اهل ایالات متحده آمریکا است. وی بین سال‌های ۱۹۸۳ تا ۱۹۹۰ میلادی فعالیت می‌کرد.
از فیلم‌ها یا برنامه‌های تلویزیونی که وی در آن نقش داشته است می‌توان به الیور و دوستان، آلیس در سرزمین عجایب اشاره کرد.